# Elisabeth Kübler-Ross
Elisabeth Kübler-Ross (* 8. Juli 1926 in Zürich; † 24. August 2004 in Scottsdale, Arizona) war eine schweizerisch-US-amerikanische Psychiaterin und Sterbeforscherin, die später zur esoterischen Geistheilerin wurde. Sie schuf ein weltweit beachtetes Fünf-Phasen-Modell, welches den Umgang sterbenskranker Menschen mit ihrer Situation beschreibt. Durch ihr Engagement erfuhren Sterbeforschung und Sterbebegleitung eine grosse Aufwertung. 
1970 hielt Elisabeth Kübler-Ross die Ingersoll-Vorlesung an der Harvard University, in der sie ihr bahnbrechendes Buch „Über Sterben und Tod“ vortrug. Bis Juli 1982 hatte sie 125.000 Studenten an verschiedenen Institutionen unterrichtet, darunter Colleges, Priesterseminare, medizinische Fakultäten, Krankenhäuser und Sozialarbeitsprogramme. Als Mitbegründer der Hospiz- und Palliativpflege (siehe Hospizbewegung) hatte Kübler-Ross großen Einfluss auf die Art und Weise, wie die Gesellschaft mit Sterbebegleitung umgeht. Sie verfasste 24 Bücher, die in 44 Sprachen übersetzt wurden. 1999 ehrte die New York Public Library „Über Sterben und Tod“ als eines ihrer „Bücher des Jahrhunderts“, und das Time Magazine ernannte sie zu einer der „100 wichtigsten Denkerinnen“ des 20. Jahrhunderts. Im Laufe ihrer Karriere erhielt Kübler-Ross mehr als 100 Auszeichnungen, darunter zwanzig Ehrentitel, und wurde 2007 in die National Women's Hall of Fame aufgenommen. Im Jahr 2024 nahm Simon & Schuster „On Death & Dying“ in seine Liste der 100 bemerkenswertesten Bücher auf. Ihre restlichen Archive werden in der Green Library der Stanford University aufbewahrt und stehen für Studien zur Verfügung.

## Leben
Elisabeth Kübler-Ross wurde als Drillingsschwester und Kaufmannstochter 1926 in Zürich geboren. Sie schloss 1957 ihr Medizinstudium an der Universität Zürich ab. Mit ihrem Ehemann Emanuel „Manny“ Ross siedelte sie 1958 in die USA über. Nach Aufenthalten in New York und Denver wurde sie 1965 Assistenzprofessorin für Psychiatrie an der Medizinischen Fakultät der University of Chicago. Dort beteiligte sie sich an Seminaren der Klinikseelsorge zur Begleitung Sterbender. Sie verstand sich als intuitive Psychiaterin und ihr Engagement für Sterbende als ihre Berufung.
Ihre Ehrlichkeit stand ihrer Meinung nach im Widerspruch zu der Art und Weise, wie Medizin normalerweise in Krankenhäusern praktiziert wurde. Sie stellte fest, dass viele Ärzte der Realität des Todes gewöhnlich aus dem Weg gingen. Im Unterschied dazu besuchte sie todkranke Patienten und sprach mit ihnen. Diese Gespräche (Interviews) führte sie zusammen mit den Seelsorgern der Klinik und Medizinstudenten durch. Von ihren Befragungen berichtete sie in ihrem Buch On Death and Dying. What the dying have to teach doctors, nurses, clergy, and their own families (1969). Mit dieser Publikation und einer offensiven Vermarktung wurden sie und das von ihr entwickelte Phasenmodell weltweit bekannt (deutsch: Interviews mit Sterbenden 1971).
Ihr Ziel war es, von den Sterbenden zu lernen, wie man mit ihnen umgehen sollte und welche Hilfe sie sich erhoffen. Zu diesem Zweck interviewte sie 200 unheilbar kranke Menschen. Prinzipiell neu war das nicht. In den Universitätskliniken von Chicago wurden solche protokollierten Gespräche bereits seit 1935 geführt. Kübler-Ross jedoch fragte die Betroffenen direkt nach ihren Gefühlen und Gedanken zu Tod und Sterben. Vor allem Ärzte ihrer Klinik erregten sich über dieses Vorgehen. Die interviewten Patienten dagegen waren laut Kübler-Ross dankbar für diese Zuwendung. Sie selbst betont in ihrem Buch, dass Sterbende „ihren persönlichen Stil, ihre gewohnten Verhaltensweisen“ auch im Sterben nicht aufgeben. Das hält sie aber nicht davon ab, „Phasen darzustellen, die der Mensch durchzumachen hat, wenn er eine unheilvolle Nachricht erhält“.
Durch Workshops und Vorträge über Sterben und Tod, die sie rund um den Globus hielt, gab sie insbesondere Ärzten, Pflegekräften, Sozialarbeitern und Seelsorgern Impulse zum Umgang mit sterbenden und trauernden Menschen. Ihre Kernbotschaft war dabei, dass die Helfenden zuerst ihre eigenen Ängste und Lebensprobleme („unerledigten Geschäfte“) so weit wie möglich zu klären hätten und ihr eigenes Sterben akzeptieren müssten, ehe sie sich den Menschen am Lebensende hilfreich zuwenden können.
Nach 1974 wurde aus der Psychiaterin eine vom New Age beeinflusste Geistheilerin, die sich von den (in ihrem Glauben existierenden) Geistern Salem und Pedro führen liess. 1977 erklärte sie, dass der Tod nicht existiere. In ihrer Autobiographie Das Rad des Lebens (2002) beschrieb sie diesen Wandel ausführlich. Ihre Behauptung, ein Leben nach dem Tod wissenschaftlich beweisen zu können, löste heftige Kontroversen aus. Ihre Behauptungen begründete sie mit leibhaften Begegnungen mit Verstorbenen, zum Beispiel mit ihrem verstorbenen, von ihr geschiedenen Ehemann und Jesus. 1977 gründete sie ein spirituelles Zentrum, das aber nach kurzer Zeit durch Unwetter und Brand zerstört wurde. Ein zweiter Versuch, auf einer Farm in Virginia ein Hospiz für AIDS-kranke Kinder nach dem Vorbild der Ärztin Cicely Saunders zu errichten, scheiterte ebenso; beim Brand dieser Farm verlor Kübler-Ross sämtliche Aufzeichnungen über ihre Arbeit.
Sie wurde 1985 Professorin an der Universität von Virginia. 1995 erlitt sie einen Schlaganfall, auf den zwei weitere folgten und sie in den Rollstuhl brachten. Kübler-Ross resümiert am Ende ihrer Autobiographie: „Die schwerste Lektion ist die bedingungslose Liebe. Der Tod ist nichts, was du fürchten müsstest. Er kann zur schönsten Erfahrung deines Lebens werden. Alles hängt davon ab, wie du gelebt hast. Der Tod ist nur Übergang von diesem Leben zu einer anderen Existenz, in der es keinen Schmerz und keine Angst mehr gibt. Mit Liebe lässt sich alles ertragen.“
In der filmischen Dokumentation ihres Lebens mit dem Titel Dem Tod ins Gesicht sehen (Stefan Haupt, 2002) sagte Elisabeth Kübler-Ross: „Heute bin ich sicher, dass es ein Leben nach dem Tod gibt. Und dass der Tod, unser körperlicher Tod, einfach der Tod des Kokons ist. Bewusstsein und Seele leben auf einer anderen Ebene weiter. Ohne jeden Zweifel.“
Im Alltag jedoch haderte die todkranke Sterbeforscherin mit ihrem Schicksal, litt unter ihrer Einsamkeit und protestierte heftig gegen ihr Leiden. Durch die Schlaganfälle bedingte Lähmungen und grosse Schmerzen setzten ihr zu, ausserdem war sie allein. Ihre Drillingsschwester Erika Faust-Kübler wundert sich in dem Dokumentarfilm von Stefan Haupt Elisabeth Kübler-Ross – Dem Tod ins Gesicht sehen über Elisabeth: „Sie will noch bestimmen, wann sie gehen kann. Ich glaube, sie kann nicht loslassen. Sie ist einfach noch nicht bereit. Und irgendwie irritiert es mich auch. Sie hat so viel über Tod und Sterben geschrieben, es sogar verherrlicht. Jetzt, da ihre Zeit kommt, sagt sie: ‚Ich muss noch dies und das machen.“ Die beiden Drillingsschwestern meinten, ein Esoteriker habe ihrer Schwester vieles beigebracht, was sie jedoch für Hokuspokus hielten. Sie sei auf einem gefährlichen Trip gewesen: „Beth, hör auf mit dem spinnigen Zeug. Bleib auf dem Boden. Erzähl, was du weißt, aber nicht mehr.“

## Fünf Phasen des Sterbens in ihrem Kontext
Kern ihres Buches On Death and Dying ist ein Phasenmodell, mit dem sie das Erleben und Verhalten Sterbender beschreibt. Kübler-Ross befasst sich im ersten Kapitel ausführlich mit Sterbenden (The Dying Patient) und der Darstellung von fünf Phasen des Sterbens mit jeweils passenden Fallbeispielen. Es folgen Kapitel zu den Themen Kommunikation, Formen des Sterbens, Verhaltensweisen gegenüber Tod und Sterben sowie über die Familien Sterbenskranker; Interviews mit Sterbenskranken im Endstadium und den richtigen Umgang mit ihnen. Das nächste Kapitel widmet sich den Themen Humor und Angst, Glaube und Hoffnung (Humor and Fear, Faith and Hope), die in allen Phasen eine Rolle spielen. Die englische Ausgabe schliesst mit einem umfangreichen Literaturverzeichnis, in dem die damals relevante Fachliteratur zum Thema „Sterben und Tod“ angeführt ist. In der deutschen Ausgabe fehlen sowohl dieses Verzeichnis als auch die Danksagung.
Nach Elisabeth Kübler-Ross beginnt der Sterbeprozess mit der Aufklärung über die tödliche Erkrankung durch den Arzt. Auf die Nachricht, unheilbar erkrankt zu sein, reagieren Kranke stufenweise. Kübler-Ross definierte fünf Phasen des Sterbeprozesses. Die damit beschriebenen Verhaltensmuster verstand sie ursprünglich als Reaktion auf jede Art von Verlust (z. B. auch Arbeitsplatz oder Freiheit), Trauer und Leiden. Es werden keine Phasen des körperlichen Sterbens beschrieben, sondern die geistige Verarbeitung des Abschieds vom Leben bei Menschen, die bewusst massive gesundheitliche Verschlechterungen erleiden bzw. mit einer infausten Diagnose und Prognose konfrontiert worden sind. Diese Phasen sind mitunter auch bei den Angehörigen zu beobachten. Es handelt sich um unbewusste Strategien zur Bewältigung extrem schwieriger Situationen, welche nebeneinander vorhanden sein und verschieden lang andauern können. Es gibt keine festgelegte Reihenfolge und keinen Ausschluss der Wiederholung einzelner Phasen nach deren erstmaliger Bewältigung. Auch können einzelne Phasen ganz ausbleiben. Schliesslich können sich gemäss Ernst Engelke die Phasen überschneiden und „die eine Phase ist stärker ausgeprägt als die andere; bei manchen Kranken überwiegt diese Phase, bei anderen jene Phase“.

### Nicht-wahrhaben-Wollen (Leugnen) und Isolierung (englischdenial)
Die Krankheit wird zuerst geleugnet. Kranke behaupten beispielsweise, dass das Röntgenbild vertauscht wurde oder eine ärztliche Fehldiagnose gestellt worden sei. Falls die Familie sich nicht mit dem Tod auseinandersetzen will, kann sie in dieser Phase nicht helfen. Die Konsequenz bedeutet für die Angehörigen, dass sie den Tod der Sterbenden herbeisehnen („Stirb so schnell wie möglich“). Aussenstehende können helfen, indem sie Vertrauen anbieten und die Kranken unterstützen.

### Zorn (englischanger)
Kranke verspüren Neid auf die Weiterlebenden. Ihre Gedanken drehen sich um die Frage: „Warum ich?“ Das führt zu unkontrollierbarer Wut auf alle, die nicht an der Krankheit leiden, wie z. B. Pflegende, Ärzte und Angehörige. Diese können weiter ihr Geld verdienen, es in Urlauben ausgeben und ihre Pläne realisieren. Die Angst, vergessen zu werden, plagt Sterbende zudem, sie empfinden ihr Leiden vor dem Hintergrund der Katastrophen im Fernsehen als unwichtig. Hilfe kann Aufmerksamkeit sein, den Kranken nicht aus dem Weg zu gehen und ihren Zorn notfalls zu provozieren, so dass es zur Aussprache kommt. Wichtig dabei bleibt, dass die Betreuenden diesen Zorn nicht persönlich nehmen, da er sonst Gegenzorn provoziert, was eine Spirale des Streits nach sich zieht.

### Verhandeln (englischbargaining)
Dies ist eine kurze und flüchtige Phase, in der kindliche Verhaltensweisen zu Tage kommen, wie die eines erst zornigen, dann verhandelnden Kindes, das sich mit häuslichen Tätigkeiten eine Belohnung verdienen will. Kranke hoffen durch „Kooperation“ auf Belohnung, etwa eine längere Lebensspanne und Freiheit von Schmerzen. Meist wird der Handel streng geheim mit Gott geschlossen, indem sie ihr Leben der Kirche widmen oder ihre Körper der anatomischen Lehre und Wissenschaft zur Verfügung stellen. Um Kranken in dieser Phase beizustehen, hilft es, ihren Schuldgefühlen beispielsweise gegenüber Gott oder den Mitmenschen mitunter befreiende Anerkennung einzuräumen.

### Depression und Leid (englischdepression and grief)
Die Erstarrung, der Zorn und die Wut werden in zwei Formen von Verzweiflung und Verlust abgelöst. Die erste Form ist reaktiv. Sie bezieht sich auf einen bereits geschehenen Verlust, beispielsweise die Brust nach einer OP, das Geld für den Krankenhausaufenthalt, die Verantwortung gegenüber der Familie. Durch Bekämpfung dieser Sorgen mit beispielsweise einer Brustprothese oder der erforderlichen Umstellung der Familienversorgung kann den Leidenden geholfen werden. Die zweite Form ist vorbereitender Natur und kümmert sich um einen drohenden Verlust wie den Tod oder die Abwesenheit im Leben der Verwandten. Auch hier kann Intervention des Umfeldes der Kranken in ihrem Leiden Linderung verschaffen, z. B. durch Berichte von den Angehörigen, dass Kinder weiter gute Noten schreiben und viel spielen, d. h., dass sie trotz Abwesenheit des Kranken ihr gewohntes Leben fortführen. Zu viel Besuch stört jedoch das Trauern, das den Kranken immer erlaubt sein muss. Ohne subjektives Kennen der Angst und der Verzweiflung ist kein Erreichen der nächsten Phase in Sicht.

### Annahme (englischacceptance)
Nach Neid und Zorn auf alle Gesunden und Lebenden erwarten die Kranken den Tod und dehnen ihren Schlaf aus. Diese Phase ist frei von vorangegangenen Gefühlen, der Kampf ist vorbei, der Schmerz vergangen und die Sterbenskranken wollen von den Problemen der Aussenwelt in Ruhe gelassen werden. Somit ist dies die schwierigste Phase für die Personen im Umfeld der Sterbenden, da sie nunmehr auch Zurückweisungen erfahren. Alte Menschen erreichen diese Phase der Annahme leichter. Sie blicken auf ihr Leben und oft auf einen für sich erkannten Sinn (z. B. eigene Kinder) zurück. Schwierigkeit in diesem Prozess macht die Unterscheidung dieser Phase gegenüber frühem Aufgeben. Angehörige helfen am besten durch stummes Zuhören, indem sie dadurch zeigen, dass sie bis zum Tod dabei bleiben.
In allen Phasen äussern Sterbenskranke direkt oder indirekt ihre Hoffnung, nicht sterben zu müssen. Es wäre ein Fehler, ihnen die Hoffnung zu nehmen. Nach Kübler-Ross ist es Aufgabe der Angehörigen, Pflegenden und der Ärzte, die Hoffnung aufrechtzuerhalten. Dazu könne man Sterbenden vermitteln, dass ihnen jede nötige Hilfe und Erleichterung zukommt. Auf diese Weise würden die Begleiter zu Freunden.

## Untersuchungen zu Nahtoderfahrungen
Kübler-Ross beschäftigte sich auch mit dem Phänomen der Nahtoderfahrungen. Von ihren Befragungen berichtete sie erstmals in ihrem 1969 veröffentlichten Buch On death and dying. What the dying have to teach doctors, nurses, clergy, and their own families (deutsch: „Interviews mit Sterbenden“, 1971).
Kübler-Ross vertrat die Meinung, dass sich die Seele beim Tod vom Körper löst und auf einer anderen Ebene weiterlebt. Diesen Prozess beschrieb sie als etwas sehr Positives, weil unter anderem Beeinträchtigungen und Laster des vergangenen Lebens (etwa Behinderungen) beim Übergang verschwinden würden. Laut Kübler-Ross sei dies verifiziert, also wissenschaftlich bewiesen.

## Kritik
In Fachbüchern zur Pflege und zur Palliativmedizin wird das Phasenmodell oft unkritisch und unreflektiert übernommen, ohne es in den Kontext seiner Darstellung einzuordnen. Die Mehrzahl der heutigen Sterbeforscher hingegen lehnt den Ansatz von Kübler-Ross ab, ebenso wie andere Modelle, die ein Sterben mit gestuften Verhaltensweisen beschreiben.
Kübler-Ross und ihre Anhänger bewerten Buch und Modell als Standardwerk der Sterbeforschung. Erstmals seien von ihr Sterbende interviewt, das Tabu des Todes gebrochen und grundlegende Erkenntnisse über das Erleben Sterbender gewonnen und veröffentlicht worden. Ihre Ausführungen seien originär und wissenschaftlich fundiert. Die Sterbeforschung begann aber nicht erst mit Kübler-Ross, ihre Erkenntnisse zu Tod und Sterben waren nicht komplett neu. Die Methode, Sterbende zu interviewen, um dadurch die Begleitung der Ärzte, Psychologen und Seelsorger zu verbessern, hatte bereits Tradition. Auch Phasenmodelle für den Sterbe- und Trauerprozess wurden schon vor ihr diskutiert und veröffentlicht.
Seit 1950 erforschten Ärzte, Psychologen und Pfarrer in den USA und in Grossbritannien systematisch das Erleben und Verhalten Sterbender. Die Ergebnisse wurden in Fachjournalen und Monographien veröffentlicht. Gespräche mit Sterbenden und Gedächtnisprotokolle über diese Gespräche sind seit 1935 fester Bestandteil des Clinical Pastoral Trainings, auch in der Klinik in Chicago, in der Kübler-Ross angestellt war. Cicely Saunders, Barney G. Glaser, Anselm L. Strauss, John Bowlby u. a. haben schon vor 1967 Todkranke und Sterbende interviewt und ihre Ergebnisse veröffentlicht.
Kübler-Ross erklärte, dass sie für ihr Buch „alles Material heranziehen wollte, das sie bekommen konnte“. In der Originalausgabe gab sie zwar eine umfangreiche Bibliographie zu Sterben und Tod an, bezog sich im Text jedoch nicht darauf. In der deutschen Übersetzung fehlen Literaturverzeichnis und Danksagung. Fussnoten oder Quellenverweise gibt es auch hier nicht. Kübler-Ross kannte nach eigenen Angaben die relevanten Publikationen zu Sterben und Tod und auch einige der Autoren.
Das Buch über das Phasenmodell ist gleich nach seinem Erscheinen heftig kritisiert worden: Mit der Generalisierung und Standardisierung des Erlebens und Verhaltens (leugnen, erzürnen, verhandeln, depressiv sein, zustimmen) würden die Individualität des Sterbenden und seine Einzigartigkeit missachtet. Bemängelt wurde und wird bis heute: Die Interviews seien weder dokumentiert noch fachgerecht und systematisch ausgewertet worden. Es handele sich um einmalige, zufällige Interviews und um keine Verlaufsstudie. Die Antworten der Sterbenskranken seien von einer Person ohne Benennung der Kriterien interpretiert worden. Grenzen der Untersuchungsmethode habe die Autorin nicht beachtet, ja noch nicht einmal benannt. Die als typisch für die einzelne Phase angegebenen Interviews begründeten die jeweilige Phase nicht. Das Phasenmodell sei in seiner Art deskriptiv, würde aber so verbreitet und aufgenommen, als sei es präskriptiv.
Kübler-Ross behauptete, das Phasenmodell sei „plötzlich zu ihr gekommen, fast so wie durch göttliche Inspiration“. Dagegen ist bezeugt, dass sie Phasenmodelle von Beatrix Cobb, John Bowlby und Colin Murray Parkes gekannt und übernommen hat, ohne ihre Quellen anzugeben. Im Übrigen baut ihre Darstellung auf Arbeiten der Seelsorger C. Knight Aldrich und Carl A. Nighswonger auf, auch dies erwähnt sie nicht.
Ihr Engagement für das Phänomen der Nahtoderfahrungen brachte ihr negative Kritik ein, vor allem aber ihre Behauptungen, dass ein Leben nach dem Tode und Reinkarnation „wissenschaftlich bewiesen“ seien. Am Ende ihres Lebens sagte sie: „Ich glaube an ein Leben nach dem Tode. Aber ich will nicht wiederkommen. Ich lerne jetzt noch ein paar Sachen, die man zum Leben braucht, und dann ist es gut. Ich werde mit den Galaxien tanzen. Und ich freue mich darauf.“ Ihr wird vorgeworfen, sie habe das Sterben und den Tod verharmlost und beschönigt. In ihrem Klausurzentrum in Escondido, Kalifornien (Shanti Nilaya, Sanskrit für Heim des Friedens), habe sie spiritistische Sitzungen abgehalten und sich von der Realität entfernt.
Der Psychiater Samuel Klagsbrun, selbst ein bekannter Sterbeforscher, sagte, indem Kübler-Ross den Tod leugne, zerstöre sie aktiv ihr eigenes Werk, das noch lange über ihre Zerstörungsversuche hinaus fortbestehen werde.

## Erbe der Populärmedien und Kultur

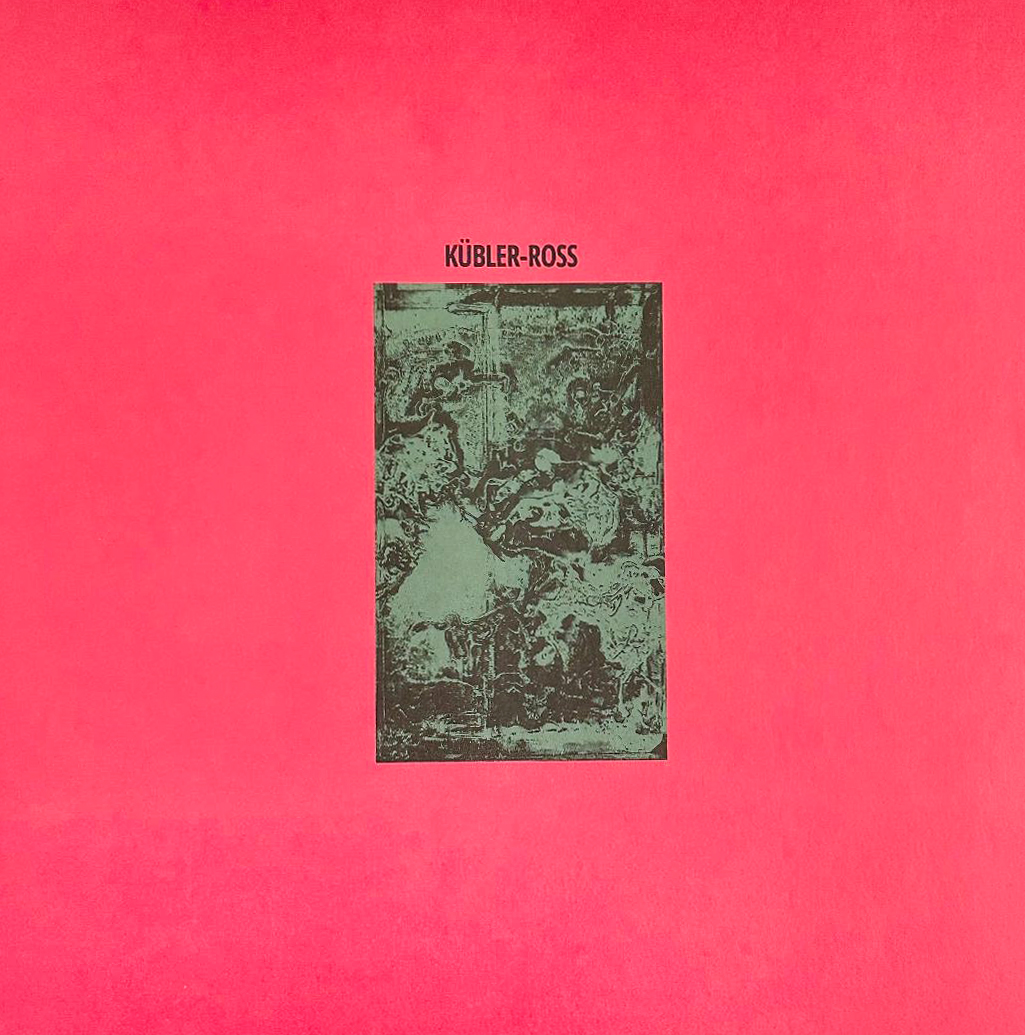
Das „Kübler-Ross-Album“ der Band „Kübler-Ross“ in Schottland, 2023

Elisabeth Kübler-Ross‘ Einfluss auf die Popkultur, insbesondere die Musikindustrie, war nach ihrem Tod von grosser Bedeutung. Zahlreiche Künstler und Bands haben Kübler-Ross durch ihre kreativen Werke gehuldigt. Im Jahr 2006 veröffentlichten The Gnomes einen Song mit dem Titel „Elisabeth Kübler-Ross has Died“. Songs wie „Kübler-Ross“ wurden von Künstlern wie Chuck Wilson (2010), Elephant Rifle (2010), Harry Santos (2011), Hugo Dena (2013), Mic Lanny & James Rock (2014), Dominic Moore (2015), Alp Aybars (2020), Kübler-Ross die band (2020), audio medic (2021), O SIZE (2022), Norro (2024), soph (2024) nach ihr benannt. Ein Song mit dem Titel „Kubler-Ross“ wurde von LettingGo! veröffentlicht (2014) und ein weiteres von Generations Gap (2017). Songs mit dem Namen „The Kübler-Ross Model“ wurden von Matt Elliott (2008), The Kubler-Ross Model von Keylin Mayfield (2014), kaapin (2015), Nyctophilia (2018), Abie (2019) und Manic Mannequin (2020) veröffentlicht. Weitere Songs wurden nach ihr benannt, wie „xxKübler-Ross“ von John Malkovitch! (2019) und „Kübler-Ross Model Waltz“ von Tumbledryer Babies (2017). Besonders hervorzuheben ist, dass die in Oxford ansässige Band Spring Offensive Auszüge von Kübler-Ross‘ Stimme dreimal in ihre 13:22 Minuten lange Rockballade „The First of Many Dreams About Monsters“ einbaute, ein Lied aus dem Jahr 2010 über Trauer, Tod und die verstorbene Mutter der Sängerin.
Neben Liedern wurden auch mehrere Alben nach ihr benannt, darunter „Kübler-Ross Experiments“ von Alex Temple (2012), „Kübler-Ross Dream Cycle“ von Kauma (2013), „Kübler-Ross Model“ von BellNotchPeak (2014), „Kübler-Ross Model“ EP von What I Reflect (2016), „Kübler-Ross“ EP von JDuBTheProducer (2016), „Kübler-Ross“ von lav火山 (2020), „The Kübler-Ross Model“ von Marcellus Wright (2020), „Kübler-Ross“ von Liquid Project (2021), „Kübler-Ross“ von Chine Drive (2023), „Kübler-Ross Soliloquies“-Album von Deadbeat (2023), „Kübler-Ross“-Album von Coachello (2024) und „Kübler-Ross (Five Stages of Grief)“-Album von Saint Juvi (2024), wobei einige dieser 5-Song-EP-Alben einen Song enthalten, der nach jeder Phase benannt ist.
Mehrere Musiker haben auch Alben basierend auf Kübler-Ross’ Büchern benannt, wie etwa „Beyond the Shores (On Death & Dying)“ von Shores of Null (2020) und „Wheel of Life“ des japanischen Saxophonisten Sadao Watanabe. Marinas 2019er Album „Love & Fear“ ist direkt von Kübler-Ross’ Philosophie inspiriert, wie in mehreren Interviews erwähnt wurde.
Der Einfluss von Kübler-Ross erstreckt sich auch auf Bandnamen: KÜBLER ROSS, eine schwedische Punkband, die von einer ehemaligen Krankenschwester gegründet wurde, und Kübler-Ross, eine Synth/Wave/Industrial-Band aus Glasgow, Schottland, deren Album „Kübler-Ross“ 2021 in Schottland für das Album des Jahres nominiert wurde. Darüber hinaus wurde 2014 eine südkoreanische Math-Rock-Band namens „Dabda“ gegründet, ein englisches Akronym, das für die fünf Phasen der Trauer steht.
Im April 2024 hat Taylor Swift eine Reihe von Apple Music-Playlists zusammengestellt, die auf den fünf Phasen der Trauer basieren.

## Ehrungen
Kübler-Ross wurde ausserordentlich oft akademisch ausgezeichnet. Für ihre Leistungen zwischen 1974 und 1996 wurden ihr 20 Ehrendoktorate an verschiedenen Universitäten und Colleges verliehen. Darüber hinaus erhielt sie über 70 nationale und internationale Auszeichnungen. Das Nachrichtenmagazin Time zählte sie 1999 zu den „100 grössten Wissenschaftlern und Denkern“ des 20. Jahrhunderts. Im Jahr 2019 veranstaltete die Stanford University ein ganztägiges Symposium, um das Erbe von Elisabeth Kübler-Ross zu ehren. Darüber hinaus widmete das American Journal of Bioethics eine ganze Ausgabe (Band 19, Nummer 12, Dezember 2019) dem Gedenken an den 50. Jahrestag von Kübler-Ross‘ bahnbrechendem Werk „Über Tod und Sterben“. Im Jahr 2024 wählte Simon & Schuster anlässlich seines 100-jährigen Jubiläums das erste Buch von Kübler-Ross zu einem der 100 herausragendsten Titel aus ihrem Jahrhundert als Verlag.

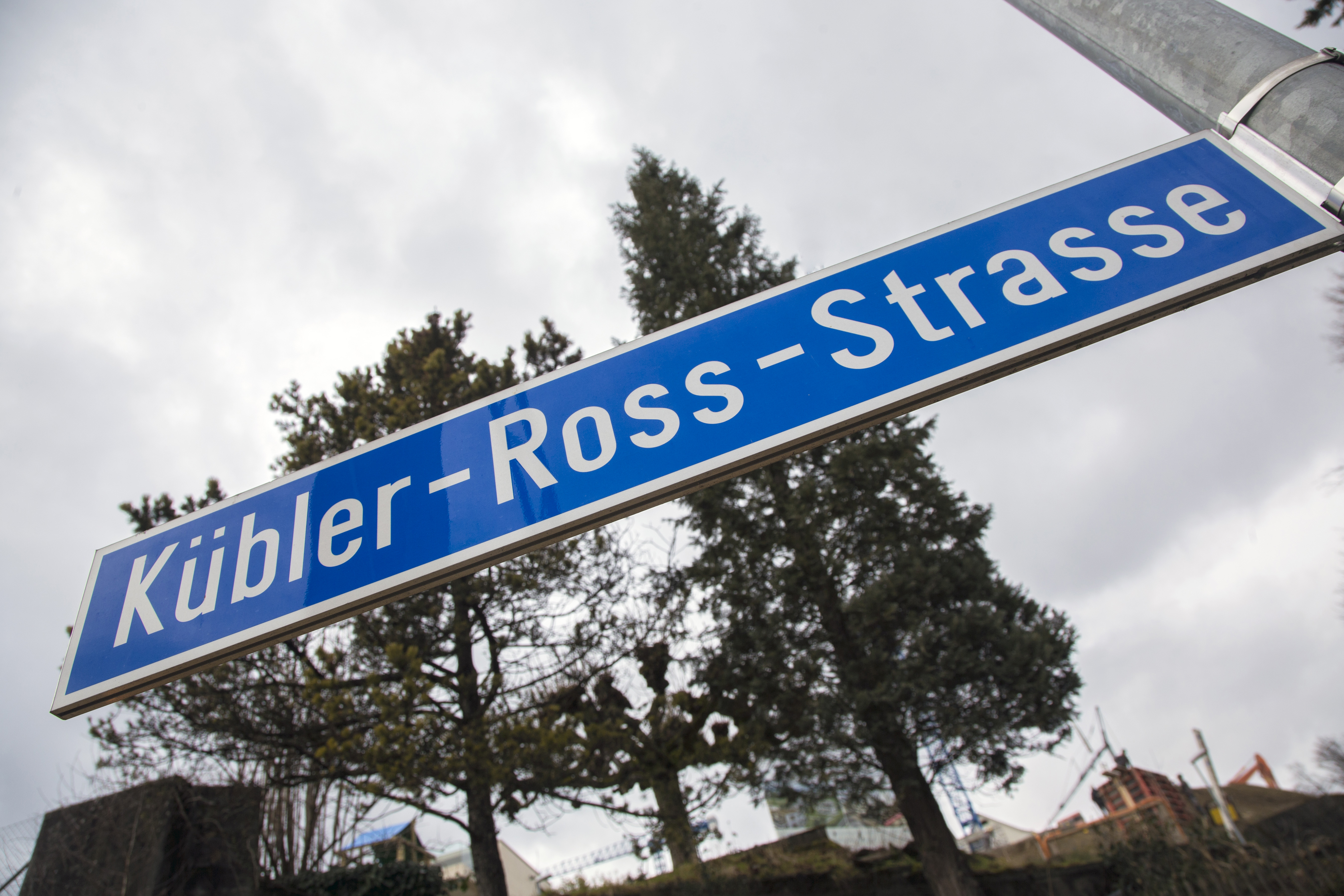
Kübler-Ross-Strasse, Meilen, Schweiz

## Filmische und Ton-Dokumentationen
- Filmmakers Library, New York: To Die Today (heute sterben) (Video auf YouTube; 53:31 Minuten), auf Englisch, 1967
- People Are Talking: Interview with Oprah and Dr. Kübler-Ross (Video auf YouTube: 1:48 Minuten), auf Englisch, 1974
- Günter Rolling: Elisabeth Kübler-Ross über Nahtoderfahrungen. (Video auf YouTube; 10:07 Minuten) In: ARD-Sendung „Querdenker“. 1981.
- Vreni Meyer: Ist mit dem Tod nicht alles aus? «Neujahrsgespräch 1983»: Elisabeth Kübler-Ross und Hans Küng, Teil 1. (Video; 46:48 Minuten) In: SF-Kultur. 19. Dezember 1982.
- Vreni Meyer: Ist mit dem Tod nicht alles aus? «Neujahrsgespräch 1983»: Elisabeth Kübler-Ross und Hans Küng, Teil 2. (Video; 46:50 Minuten) In: SF-Kultur. 19. Dezember 1982.
- University of Washington: Elisabeth Kübler-Ross Lectures on Children (Video auf YouTube; 52:21 Minuten), auf English, 1983
- University of Washington: Interview by Dr. Thomas McCormick with Elisabeth Kübler-Ross (Video auf YouTube; 53:37 Minuten), auf Englisch, 1984
- Elisabeth Kübler-Ross: Über den Tod und das Leben danach. Hörbuch auf YouTube ehemals im Original (nicht mehr online verfügbar)
- Stefan Haupt: Elisabeth Kübler-Ross – Dem Tod ins Gesicht sehen. Film. 2002 Schweiz, DVD
- Madison Deane Initiative: Pioneers of Hospice: Changing the Face of Dying (Video auf YouTube: 49:39 Minuten), auf Englisch, 2004

## Veröffentlichungen (Auswahl)
Kübler-Ross schrieb mehr als 20 Bücher, diese sind in rund 44 Sprachen erschienen.
- Interviews mit Sterbenden. Kreuz, Stuttgart/Berlin 1972; Neuauflage: Herder, Freiburg im Breisgau 2018, ISBN 978-3-451-61314-2 (Mit einem Essay von Christoph Student).
- Über den Tod und das Leben danach. 10. Auflage. Silberschnur Verlag, Güllesheim 2002, ISBN 3-923781-02-4 (Hörbuch bei youtube)
- Geborgen im Leben – Wege zu einem erfüllten Dasein. Knaur-Taschenbuch, München 2001, ISBN 3-426-77593-X
- Reif werden zum Tode. Knaur-Taschenbuch, München 2004, ISBN 3-426-87237-4
- AIDS – Herausforderung zur Menschlichkeit. Droemer Knaur, München 2001, ISBN 3-426-77461-5
- Befreiung aus der Angst. Droemer Knaur, München 2001, ISBN 3-426-88459-3
- Die unsichtbaren Freunde. 6. Auflage. Oesch Verlag, Glattbrugg-Zürich 1994, ISBN 3-85833-335-2
- Kinder und Tod. Droemer Knaur, München 2003, ISBN 3-426-87199-8
- Leben bis wir Abschied nehmen. 4. Auflage. Gütersloher Verlag-Haus Mohn, Gütersloh 1991, ISBN 3-579-00955-9
- Verstehen, was Sterbende sagen wollen. Droemer Knaur, Oktober 2004, ISBN 3-426-77757-6
- Erfülltes Leben, würdiges Sterben. Gütersloher Verlagshaus, Januar 2004, ISBN 3-579-02200-8
- Dem Leben neu vertrauen. Kreuz-Verlag, März 2006, ISBN 3-7831-2692-4
- Der Dougy-Brief. Worte an ein sterbendes Kind. Silberschnur, September 2003, ISBN 3-89845-033-3
- Was können wir noch tun? Droemer Knaur, November 2003, ISBN 3-426-87202-1